# Plus500
Plus500是一家提供差價合約在线交易服务的国际金融公司，公司总部位于以色列，它在英国、塞浦路斯、澳大利亚、新加坡和保加利亚设有子公司。该公司由來自以色列理工学院的六位校友于2008年创建，2018年7月，公司在伦敦证券交易所上市，股票代码为「PLUS」，是富時250指數的成份股之一。